# Heriades arcuatellus
Heriades arcuatellus là một loài Hymenoptera trong họ Megachilidae. Loài này được Cockerell mô tả khoa học năm 1937.